# 新田美玲
新田美玲（日语：新田みれい）日本前AV女优，隶属于ARROWS事务所。

## 经历
2019年5月，新田美玲作为SODクリエイト“青春时代”的专属女优AV出道。
2019年12月离开专属，但继续以企划女优的身份活动。
2021年5月24日，发表声明表示将于同年7月13日引退。